# Vlad Rădescu
Vlad Rădescu (n. 18 noiembrie 1952, București) este un actor de teatru și film român.

## Biografie
Vlad Rădescu s-a născut pe 18 noiembrie 1952 la București. A urmat liceul "Dimitrie Cantemir" și clasa a XII-a la liceul "Ion Luca Caragiale" din București, pe care l-a absolvit în 1971 cu media 10 la bacalaureat. Dorea să devină marinar, ziarist sau arheolog însă a intrat la teatru din prima încercare și a absolvit I.A.T.C. (actuala Universitatea Națională de Artă Teatrală și Cinematografică „Ion Luca Caragiale”) secția Actorie în 1975 la București, clasa prof. Sanda Manu și Geta Angheluță.
A fost repartizat la Târgu Mureș în 1975 unde a rămas până în 1994. În acest interval, în afară de teatru și-a continuat și cariera cinematografică. A avut șansa să călătorească de câteva ori în Europa. Din 1990 până în 1994 a ocupat postul de director adjunct executiv al Teatrului Național din Târgu Mureș. În 1994 se întoarce în București și se angajează la Teatrul Mic din București, în paralel devenind consultantul artistic al rectorului UNATC, Victor Rebengiuc. Devine prin concurs director general al Teatrului Nottara (1996 - 2000) din București. Între 1987 și 1994 este cadru didactic asociat la Universitatea de Artă Teatrală din Târgu Mureș, apoi - din 1996 până în 2002 - predă actorie și management cultural la Universitatea Ecologică din București. Din 2002 este director la Fundația Centrul Cultural European și conferențiar universitar drd., șef catedră, la Facultatea de Teatru a Universității "Spiru Haret" din București, devenită între timp Facultatea de Arte a aceleiași universități. Finalizează, în 2013, studiile doctorale la Universitatea de Arte din Târgu Mureș cu teza: Teatrul românesc și experiențele culturale postdecembriste. Este remarcat de regizorul Gheorghe Vitanidis, încă din primul an de facultate (1972) care-i oferă rolul principal în "Ciprian Porumbescu", cu care a înregistrat un succes deosebit. Câțiva ani mai târziu l-a interpretat pe Avram Iancu, personaj principal în pelicula Munții în flăcări (1980), de această dată în regia lui Mircea Moldovan. În producții de televiziune străine, gen docudrama, i-au fost încredințate rolurile lui Carol cel Mare în 1996 și Otto von Bismark în 2007, 2008 și 2009. Preț de 40 de ani (a debutat foarte tânăr), joacă în multe producții cinematografice autohtone sau străine. De asemenea este prezent cu roluri importante și populare în seriale TV și telenovele autohtone. A "inventat" Festivalul internațional de teatru "Întâlnirile Școlilor și Academiilor europene de teatru" cu patru ediții, primele două la Târgu Mureș( 1993, 1994), iar ultimele două la Târgoviște (1995, 1996), recunoscute ca importante evenimente de gen de tinerele generații de profesioniști și de comunitatea teatrală. A fost inițiatorul - în 1998 - al spectacolului de mare succes "Costumele", regizat de Dan Puric, care a pus în valoare peste 100 de costume de teatru create de Irina Solomon și Dragoș Buhagiar în mai mult de 10 premiere din diferite teatre din capitală și țară. La începutul anului 2009, la solicitarea conducerii Ministerului Culturii, revine la Teatrul Național din Târgu Mureș unde ocupă postul de director general interimar până în octombrie 2010, când a fost eliberat din funcție printr-un abuz al lui Kelemen Hunor (ministru în funcție și, mai apoi, președinte UDMR). Recâștigă, în martie 2011, poziția de director general interimar, ca urmare a unei hotărâri judecătorești. Renunță la navetă în august 2011. Montează spectacole de absolvire și, nu numai, cu și pentru studenții săi, bună parte dintre ei (Octavian Strunilă, Diana Croitoru, Ștefania Dumitru, Florina Anghel, Adriana Bordeanu, Mihai Bobonete, Mihai Rait, Andreea Grama, Cornel Bulai) premiați la festivalurile de profil: Galele HOP, Festivalul Hyperion, Campionatul de Improvizație.

## Filmografie
- Ciprian Porumbescu (1973) - Ciprian Porumbescu
- Pe aici nu se trece (1975) - elev militar Andrei Petrescu
- Cantemir (1975) - căpitanul Petre
- Mușchetarul român (1975) - căpitanul Petre
- Gorj, straveche tara noua (1976)
- Războiul independenței (Serial TV) (1977) - Toma Nicoara
- Vlad Țepeș (1979)
- Ultima frontieră a morții (1979)
- Burebista (1980)
- La răscrucea marilor furtuni (1980) - Avram Iancu[necesită citare]
- Munții în flăcări (1980) - Avram Iancu
- Sing cowboy, sing! (1981)
- Somnul insulei (1994)
- Ochii care nu se văd (1994) - codoșul
- Ábel a rengetegben (1994)- Fuszulan
- Une mère comme on n'en fait plus (1997) - Le concierge de l'hôtel
- Omul zilei (1997)
- Lunga călătorie cu trenul (1997)
- Dușmanul dușmanului meu (1999)- The voice
- Vlad Nemuritorul (2000)
- Numai iubirea (Serial TV) (2005) - Tudor Lupescu
- The Cave - Peștera (2005) - Dr. Bacovia
- Mafalda di Savoya (2006) - doctorul Schuiedlausky
- Sweeney Todd (2006) - Marinar
- Un pas înainte (Serial TV) (2007) - Virgil Maier
- Decizii (Serial TV) (2007)
- Cocoșul decapitat (2007) - Colonel Popescu
- Iubire ca-n filme (Serial TV) (2007)
- Primo Carnera (2007)
- Cenușă și sânge (2008)
- Îngerașii (Serial TV) (2008) - Gavril Chiriac
- Călătoria lui Gruber (2008) - Colonel Lupu
- Die Deutschen (2008) - Bismarck
- Barbarossa(2009) - Mastro Guitelmo
- Mănuși Roșii (2009)
- Nunta lui Oli (2009) - Bob
- Eva (2010) - medic
- The Glass House (2010)
- Liceenii... în 53 de ore și ceva (2010) - tatăl Iuliei
- Narcisa Sălbatică (Serial TV) (2011)
- 11 septembrie 1683 (2012) - Ahmed Bey
- The Smurfs 2 (2013) - Victor
- Brâncuși... din eternitate (2014)
- Inimă de dragon 3: Blestemul vrăjitorului (2015)